# Jacek Zdrzałek
Jacek Zdrzałek (ur. w 1964 w Zabrzu) – polski duchowny rzymskokatolicki, redemptorysta, doktor teologii, duszpasterz, pracownik Katolickiej Agencji Informacyjnej, radny zwyczajny Zarządu Warszawskiej Prowincji Redemptorystów, przewodniczący Prowincjalnego Sekretariatu Życia Apostolskiego, rekolekcjonista i misjonarz ludowy, wykładowca w Wyższym Seminarium Duchownym Redemptorystów w krakowskim postulacie i prefekt tego postulatu, rektor WSD i przełożony wspólnoty zakonnej w Tuchowie, a potem w Lubaszowej, wykładowca w Wyższym Seminarium Duchownym Pallotynów w Ołtarzewie, junioratach sióstr Świętego Józefa, służebniczek starowiejskich, służebniczek dębickich i redemptorystów w Tuchowie, prefekt junioratu braci, członek Rady ds. Osób Konsekrowanych diecezji tarnowskiej, członek Generalnego Sekretariatu Formacji Redemptorystów w Rzymie, magister nowicjatu w Lubaszowej, członek Komisji Konferencji Redemptorystów Europy i w latach 2011–2017 jej koordynator. W latach 2019–2023 prefekt Międzynarodowego Wyższego Seminarium Duchownego Redemptorystów w Rzymie. W latach 2023-2024 rektor Wyższego Seminarium Duchownego Redemptorystów w Krakowie. Od 2023 jest przełożonym tamtejszej wspólnoty zakonnej.

## Życiorys
Po ukończeniu liceum ogólnokształcącego o profilu matematyczno-fizycznym w 1983 roku wstąpił do Zgromadzenia Najświętszego Odkupiciela. Po święceniach kapłańskich pracował w parafii św. Józefa w Toruniu (1990–1993) jako wikariusz parafii, duszpasterz i katecheta młodzieży. Prowadził wiele grup apostolskich, m.in. Oazę Dzieci Bożych, Wspólnotę „Wiara i Światło”, Kręgi Rodzin. Był współzałożycielem duszpasterstwa nauczycieli w zespole szkół. Współorganizował tzw. „msze poniedziałkowe” dla młodzieży z Torunia.
Doświadczenia duszpasterskie zdobywał również w pracy z Kręgami Rodzin przy kościele św. Benona w Warszawie (3 lata) oraz podczas zastępstw wakacyjnych w archidiecezji Denver w USA. Wygłosił szereg rekolekcji parafialnych oraz misji ludowych.
W 1993 roku uzyskał stypendium z zakresu dziennikarstwa w Catholic News Service w Waszyngtonie w USA. Po powrocie pracował przez trzy lata jako członek zespołu redakcyjnego Katolickiej Agencji Informacyjnej, członek zarządu fundacji KAI i kierownik działu religijnego KAI w Warszawie (2001).
Pracę magisterską napisał pod kierunkiem o. doktora Stanisława Stańczyka CSsR (Papieska Akademia Teologiczna w Krakowie, 1990). W 1995 rozpoczął studia zaoczne na kierunku „Teologia Apostolstwa”. Egzamin licencjacki zdał w 1998. Promotorem jego rozprawy doktorskiej pt. Trynitarne źródła życia konsekrowanego w nauczaniu Jana Pawła II był ksiądz profesor Lucjan Balter SAC. Stopień doktora uzyskał na Uniwersytecie Kardynała Stefana Wyszyńskiego w Warszawie w 2001. Od 2001 prowadził cykliczne wykłady z teologii życia konsekrowanego w Wyższym Seminarium Duchownym Pallotynów w Ołtarzewie. Od 1998 do 2011 prowadził wykłady w WSD Redemptorystów z m.in.: wprowadzenia w chrześcijaństwo, teologii życia konsekrowanego i lektoratu języka angielskiego, był także wykładowcą w junioratach sióstr Świętego Józefa, służebniczek starowiejskich, służebniczek dębickich.
Większość swojego życia kapłańsko-zakonnego poświęcił posłudze w formacji. Był prefektem postulatu w Krakowie (7 lat), rektorem WSD w Tuchowie, prefektem junioratu braci (2 lata) oraz od 2008 do 2011 magistrem nowicjatu na górce lubaszowskiej. Ukończył dwuletnią Szkołę dla Formatorów Diecezjalnych i Zakonnych w Krakowie pod kierownictwem księdza doktora Krzysztofa Wonsa SDS oraz kurs duchowości CSsR w Rzymie w 2003 roku. Pracował przez 10 lat w Prowincjalnym Sekretariacie Formacji, a w latach 2004–2009 w Sekretariacie Formacji Redemptorystów w Rzymie. W latach 2005–2008 organizował coroczne zjazdy Formatorów CSsR Europy Wschodniej, a w 2007 Regionu CSsR „Europa Północ”. Od 2005 do 2011 był członkiem Rady ds. Osób Konsekrowanych diecezji tarnowskiej.
Od maja 2010 jest członkiem Komisji Formacji Konferencji Redemptorystów Europy, a 24 kwietnia został wybrany jej koordynatorem. Funkcję sprawował do końca 2017. Od sierpnia do grudnia 2011 mieszkał w klasztorze redemptorystów na ulicy Karolkowej przy kościele św. Klemensa Hofbauera w Warszawie, gdzie mieściła się tymczasowa siedziba zarządu Konferencji Europejskiej. W latach 2012–2023 mieszkał w rzymskim klasztorze redemptorystów na Piazza dei Quiriti przy parafii św. Joachima. 
W latach 2019–2023 był prefektem Międzynarodowego Wyższego Seminarium Duchownego Redemptorystów w Rzymie. Dnia 15 sierpnia 2023, w Uroczystość Wniebowzięcia Najświętszej Maryi Panny, kanonicznie objął urząd przełożonego Wyższego Seminarium Duchownego Redemptorystów, mieszczącego się od 2023 w Krakowie. Funkcję tę sprawował do 14 sierpnia 2024. Od października 2023 jest przełożonym wspólnoty domowej ojców (kapłanów) i braci mieszkających w krakowskiej wspólnocie.
Prowadził wykłady w domach formacyjnych różnych zgromadzeń. Przeprowadził wiele rekolekcji dla osób konsekrowanych w różnych wspólnotach, opactwach, konwentach, prowincjach, w języku angielskim i polskim.
Był m.in. członkiem Komisji Rewizyjnych Przygotowujących Kapituły Prowincjalne i cztery Kapituły Generalne (XXII, XXIII, XXIV, XXV). Był przewodniczącym Prowincjalnego Sekretariatu Życia Apostolskiego (1996–1999). Pracował w trzech Komisjach Jubileuszowych. W latach 1996–1999 był radnym zwyczajnym Zarządu Warszawskiej Prowincji Redemptorystów. Był przełożonym klasztoru w Tuchowie i Lubaszowej.

## Publikacje
- Czy warto jeszcze ślubować rady ewangeliczne?, wyd. Mała Poligrafia Redemptorystów w Tuchowie, 1998
- Pięć minut dla mego Boga – rok A – wraz z o. Piotrem Koźlakiem CSsR, wyd. Homo Dei, 2005
- Czy jeszcze ślubować rady ewangeliczne? Refleksje o ślubach zakonnych, wyd. Homo Dei, 2012